# Nowe imperium
Nowe imperium (wł. L'inchiesta) – włoski dramat historyczny z 2006 roku, będący nową wersją (remake) filmu L'inchiesta z 1986 roku.

## Treść[1]
35 rok naszej ery. Na ziemiach Cesarstwa Rzymskiego dochodzi do zaćmienia Słońca i trzęsień ziemi. Zdaniem astrologów wydarzenia te mogą mieć związek z ukrzyżowaniem w Jerozolimie Jezusa. Cesarz Tyberiusz poleca zasłużonemu trybunowi Taurusowi udać się do Palestyny i na miejscu zbadać sprawę przypuszczalnej boskości Chrystusa.

## Główne role
- Daniele Liotti – Tytus Waleriusz Taurus
- Dolph Lundgren – Brixos, jego niewolnik
- Mónica Cruz – Tabita
- Christo Szopow – Poncjusz Piłat
- Christo Jivkov – Szczepan
- Ornella Muti – Maria Magdalena
- F. Murray Abraham – faryzeusz Natan, ojciec Tabity
- Max von Sydow – cesarz Tyberiusz
- Anna Kanakis – Klaudia Prokula, żona Piłata
- Enrico Lo Verso – Szymon Piotr
- Fabrizio Bucci – Jezus Chrystus